# Klaus Götte
Klaus Götte es un deportista alemán que compitió en remo. Ganó dos medallas en el Campeonato Mundial de Remo, en los años 1992 y 1993, ambas en la prueba de cuatro scull ligero.

## Palmarés internacional
| Campeonato Mundial | Campeonato Mundial       | Campeonato Mundial | Campeonato Mundial  |
| Año                | Lugar                    | Medalla            | Prueba              |
| ------------------ | ------------------------ | ------------------ | ------------------- |
| 1992               | Montreal (Canadá)        | Medalla de bronce  | Cuatro scull ligero |
| 1993               | Račice (República Checa) | Medalla de plata   | Cuatro scull ligero |